# DTour

Logotipo (2006-2013)

TVtropolis é um canal canadense em inglês.
Consiste em uma variedade de sitcoms das décadas de 1980 e 1990.
Foi lançado com o nome Prime em 17 de outubro de 1997 pela Canwest.
Em 1 de junho de 2006 foi renomeada para TVtropolis.
Em 5 de junho de 2013 foi renomeada para DTour.
Em 1 de abril de 2016, Shaw Media foi adquirida pela Corus Entertainment.